# 자파르무로드 압두라크마토프
자파르무로드 바흐롬 오글리 Abdurakhmatov(우즈베크어: Zafarmurod Bahrom o'g'li Abdurakhmatov, 	2003년 4월 28일 ~ )는 우즈베키스탄의 축구 선수로 포지션은 수비수이며 현재 나사프 소속이다.